# Eifelquerbahn
| Regionalbahn nach Andernach in Kaisersesch |                                                        |                                           |                                           |
| |                                                        |                                           |                                           |
| Streckennummer (DB): | 3005                                                   |                                           |                                           |
| Kursbuchstrecke (DB): | 478 (Andernach–Kaisersesch) 12478 (K.-esch–Gerolstein) |                                           |                                           |
| Kursbuchstrecke: | 248k (1946)                                            |                                           |                                           |
| Streckenlänge: | 94,2 km                                                |                                           |                                           |
| Spurweite: | 1435 mm (Normalspur)                                   |                                           |                                           |
| Streckenklasse: | D4 (Andernach–Mayen Ost) CE (Mayen Ost–Kaisersesch)    |                                           |                                           |
| Streckengeschwindigkeit: | 100 km/h                                               |                                           |                                           |
| Zugbeeinflussung: | PZB                                                    |                                           |                                           |
| Zweigleisigkeit: | Andernach–Mendig                                       |                                           |                                           |
| |                                                        |                                           |                                           |
| \| \| \| Westeifelbahn von Sankt Vith \| \| \| \| \| Eifelstrecke von Trier \| \| \| \| 94,14 \| Gerolstein \| 361 m \| \| \| \| Eifelstrecke nach Köln \| \| \| \| \| ehem. Strecke nach Hillesheim \| \| \| \| 92,87 \| ehem. Betriebsgrenze DB AG – VEB \| ehem. Betriebsgrenze DB AG – VEB \| \| \| 91,89 \| Pelm (ehem. Bf) \| Pelm (ehem. Bf) \| \| \| 91,10 \| B 410 und Kyll (Brücke gesperrt) \| B 410 und Kyll (Brücke gesperrt) \| \| \| 86,33 \| Hohenfels (Eifel) (ehem. Bf) \| 495 m \| \| \| 80,80 \| Dockweiler-Dreis (ehem. Bf) \| 561 m \| \| \| \| ehem. Planung der Ahrtalbahn von Adenau \| \| \| \| 74,12 \| Rengen (ehem. Bf) \| Rengen (ehem. Bf) \| \| \| 71,30 \| Daun \| 405 m \| \| \| \| ehem. Strecke nach Wittlich \| \| \| \| \| A 1 \| \| \| \| 66,79 \| Darscheid (ehem. Bf) \| 492 m \| \| \| 62,63 \| Utzerath (ehem. Bf) \| 466 m \| \| \| 60,30 \| Berenbach \| Berenbach \| \| \| 58,04 \| Ulmen \| 440 m \| \| \| 52,54 \| Uersfeld (Eifel) (ehem. Bf) \| 520 m \| \| \| \| A 48 \| \| \| \| 48,07 \| Laubach-Müllenbach (ehem. Bf) \| 551 m \| \| \| \| A 48 \| \| \| \| 43,27 \| ehem. Betriebsgrenze VEB – DB AG \| ehem. Betriebsgrenze VEB – DB AG \| \| \| 42,60 \| Kaisersesch \| 455 m \| \| \| \| Industriestammgleis \| \| \| \| 39,67 \| Urmersbach \| 387 m \| \| \| 33,56 \| Monreal \| 296 m \| \| \| 32,60 \| Monreal-Tunnel (185 m) \| Monreal-Tunnel (185 m) \| \| \| 30,00 \| Geisbüsch-Tunnel (478 m) \| Geisbüsch-Tunnel (478 m) \| \| \| \| B 258 \| \| \| \| 27,90 \| ehem. Direktionsgrenze Saarbrücken – Köln \| ehem. Direktionsgrenze Saarbrücken – Köln \| \| \| 26,02 \| Mayen West \| Mayen West \| \| \| 25,52 \| Mayen Mitte (geplant statt West) \| Mayen Mitte (geplant statt West) \| \| \| 23,43 \| Mayen Ost \| 271 m \| \| \| \| ehem. Strecke nach Koblenz-Lützel \| \| \| \| 20,00 \| Kottenheim \| 241 m \| \| \| \| B 262 \| \| \| \| 17,04 \| Thür (ehem. Hst) \| Thür (ehem. Hst) \| \| \| 14,54 \| Mendig früher Niedermendig \| 191 m \| \| \| \| B 256 \| \| \| \| 9,98 \| Kruft \| 155 m \| \| \| \| A 61 \| \| \| \| 5,52 \| Plaidt \| 115 m \| \| \| \| ehem. Stichbahn von Saffig \| \| \| \| 3,99 \| Miesenheim \| 100 m \| \| \| \| B 9 \| \| \| \| \| Andernach Süd (geplant) \| \| \| \| \| Linke Rheinstrecke von Koblenz \| \| \| \| -0,20 \| Andernach \| 70 m \| \| \| \| Linke Rheinstrecke nach Köln \| \| \| \| \| \| \| \| Quellen: [1][2][3] \| \| \| \| |                                                        |                                           |                                           |
| |                                                        | Westeifelbahn von Sankt Vith              |                                           |
| Abzweig ehemals geradeaus und von rechts |                                                        | Eifelstrecke von Trier                    | Eifelstrecke von Trier                    |
| Bahnhof | 94,14                                                  | Gerolstein                                | 361 m                                     |
| Abzweig ehemals geradeaus und nach links |                                                        | Eifelstrecke nach Köln                    | Eifelstrecke nach Köln                    |
| Abzweig geradeaus und nach links (Strecke außer Betrieb) |                                                        | ehem. Strecke nach Hillesheim             | ehem. Strecke nach Hillesheim             |
| Wechsel des Eisenbahninfrastrukturunternehmens (Strecke außer Betrieb) | 92,87                                                  | ehem. Betriebsgrenze DB AG – VEB          | ehem. Betriebsgrenze DB AG – VEB          |
| Haltepunkt / Haltestelle (Strecke außer Betrieb) | 91,89                                                  | Pelm (ehem. Bf)                           | Pelm (ehem. Bf)                           |
| Brücke über Wasserlauf (Strecke außer Betrieb) | 91,10                                                  | B 410 und Kyll (Brücke gesperrt)          | B 410 und Kyll (Brücke gesperrt)          |
| Haltepunkt / Haltestelle (Strecke außer Betrieb) | 86,33                                                  | Hohenfels (Eifel) (ehem. Bf)              | 495 m                                     |
| Haltepunkt / Haltestelle (Strecke außer Betrieb) | 80,80                                                  | Dockweiler-Dreis (ehem. Bf)               | 561 m                                     |
| Abzweig geradeaus und von links (Strecke außer Betrieb) |                                                        | ehem. Planung der Ahrtalbahn von Adenau   | ehem. Planung der Ahrtalbahn von Adenau   |
| Haltepunkt / Haltestelle (Strecke außer Betrieb) | 74,12                                                  | Rengen (ehem. Bf)                         | Rengen (ehem. Bf)                         |
| Bahnhof (Strecke außer Betrieb) | 71,30                                                  | Daun                                      | 405 m                                     |
| Abzweig geradeaus und nach rechts (Strecke außer Betrieb) |                                                        | ehem. Strecke nach Wittlich               | ehem. Strecke nach Wittlich               |
| Strecke mit Straßenbrücke (Strecke außer Betrieb) |                                                        | A 1                                       | A 1                                       |
| Haltepunkt / Haltestelle (Strecke außer Betrieb) | 66,79                                                  | Darscheid (ehem. Bf)                      | 492 m                                     |
| Haltepunkt / Haltestelle (Strecke außer Betrieb) | 62,63                                                  | Utzerath (ehem. Bf)                       | 466 m                                     |
| Haltepunkt / Haltestelle (Strecke außer Betrieb) | 60,30                                                  | Berenbach                                 | Berenbach                                 |
| Bahnhof (Strecke außer Betrieb) | 58,04                                                  | Ulmen                                     | 440 m                                     |
| Haltepunkt / Haltestelle (Strecke außer Betrieb) | 52,54                                                  | Uersfeld (Eifel) (ehem. Bf)               | 520 m                                     |
| Brücke (Strecke außer Betrieb) |                                                        | A 48                                      | A 48                                      |
| Haltepunkt / Haltestelle (Strecke außer Betrieb) | 48,07                                                  | Laubach-Müllenbach (ehem. Bf)             | 551 m                                     |
| Brücke (Strecke außer Betrieb) |                                                        | A 48                                      | A 48                                      |
| Wechsel des Eisenbahninfrastrukturunternehmens (Strecke außer Betrieb) | 43,27                                                  | ehem. Betriebsgrenze VEB – DB AG          | ehem. Betriebsgrenze VEB – DB AG          |
| ehemaliger Bahnhof, jetzt Haltepunkt Streckenanfang | 42,60                                                  | Kaisersesch                               | 455 m                                     |
| Abzweig geradeaus und ehemals nach rechts |                                                        | Industriestammgleis                       | Industriestammgleis                       |
| Haltepunkt / Haltestelle, ehemals Bahnhof | 39,67                                                  | Urmersbach                                | 387 m                                     |
| Haltepunkt / Haltestelle, ehemals Bahnhof | 33,56                                                  | Monreal                                   | 296 m                                     |
| Tunnel | 32,60                                                  | Monreal-Tunnel (185 m)                    | Monreal-Tunnel (185 m)                    |
| Tunnel | 30,00                                                  | Geisbüsch-Tunnel (478 m)                  | Geisbüsch-Tunnel (478 m)                  |
| Strecke mit Straßenbrücke |                                                        | B 258                                     | B 258                                     |
| ehemaliger Wechsel des Eisenbahninfrastrukturunternehmens | 27,90                                                  | ehem. Direktionsgrenze Saarbrücken – Köln | ehem. Direktionsgrenze Saarbrücken – Köln |
| Haltepunkt / Haltestelle, ehemals Bahnhof | 26,02                                                  | Mayen West                                | Mayen West                                |
| ehemaliger Haltepunkt / Haltestelle | 25,52                                                  | Mayen Mitte (geplant statt West)          | Mayen Mitte (geplant statt West)          |
| Bahnhof | 23,43                                                  | Mayen Ost                                 | 271 m                                     |
| Abzweig geradeaus und ehemals nach rechts |                                                        | ehem. Strecke nach Koblenz-Lützel         | ehem. Strecke nach Koblenz-Lützel         |
| Haltepunkt / Haltestelle, ehemals Bahnhof | 20,00                                                  | Kottenheim                                | 241 m                                     |
| Brücke |                                                        | B 262                                     | B 262                                     |
| Haltepunkt / Haltestelle | 17,04                                                  | Thür (ehem. Hst)                          | Thür (ehem. Hst)                          |
| Bahnhof | 14,54                                                  | Mendig früher Niedermendig                | 191 m                                     |
| Strecke mit Straßenbrücke |                                                        | B 256                                     | B 256                                     |
| Bahnhof | 9,98                                                   | Kruft                                     | 155 m                                     |
| Brücke |                                                        | A 61                                      | A 61                                      |
| Haltepunkt / Haltestelle, ehemals Bahnhof | 5,52                                                   | Plaidt                                    | 115 m                                     |
| Abzweig geradeaus und ehemals von rechts |                                                        | ehem. Stichbahn von Saffig                | ehem. Stichbahn von Saffig                |
| Haltepunkt / Haltestelle | 3,99                                                   | Miesenheim                                | 100 m                                     |
| Brücke |                                                        | B 9                                       | B 9                                       |
| ehemaliger Haltepunkt / Haltestelle |                                                        | Andernach Süd (geplant)                   | Andernach Süd (geplant)                   |
| Abzweig geradeaus und von rechts |                                                        | Linke Rheinstrecke von Koblenz            | Linke Rheinstrecke von Koblenz            |
| Bahnhof | -0,20                                                  | Andernach                                 | 70 m                                      |
| |                                                        | Linke Rheinstrecke nach Köln              |                                           |
| |                                                        |                                           |                                           |
| Quellen: |                                                        |                                           |                                           |

Die Eifelquerbahn ist eine nicht elektrifizierte Bahnstrecke zwischen Andernach und Gerolstein in der Eifel, welche in drei Etappen zwischen 1878 und 1895 vom Rhein aus errichtet wurde. Von Andernach bis Mayen Ost ist sie als Hauptbahn eingestuft und bis Mendig zweigleisig ausgebaut.
Sie wird zwischen Andernach und Mayen Ost im angenäherten Halbstundentakt und weiter bis Kaisersesch im Stundentakt von der Lahn-Eifel-Bahn befahren.
Davor wurde sie lange Zeit zwischen Andernach und Kaisersesch als „Pellenz-Eifel-Bahn“ im Stundentakt bedient. Der Abschnitt zwischen Kaisersesch und Gerolstein wies zeitweise Leistungen der gleichnamigen Bahngesellschaft unter dem Namen „Vulkan-Eifel-Bahn“ im Freizeitverkehr auf, dieser Streckenteil ist jedoch seit 2013 gesperrt.

## Geschichte

### Bahnbau

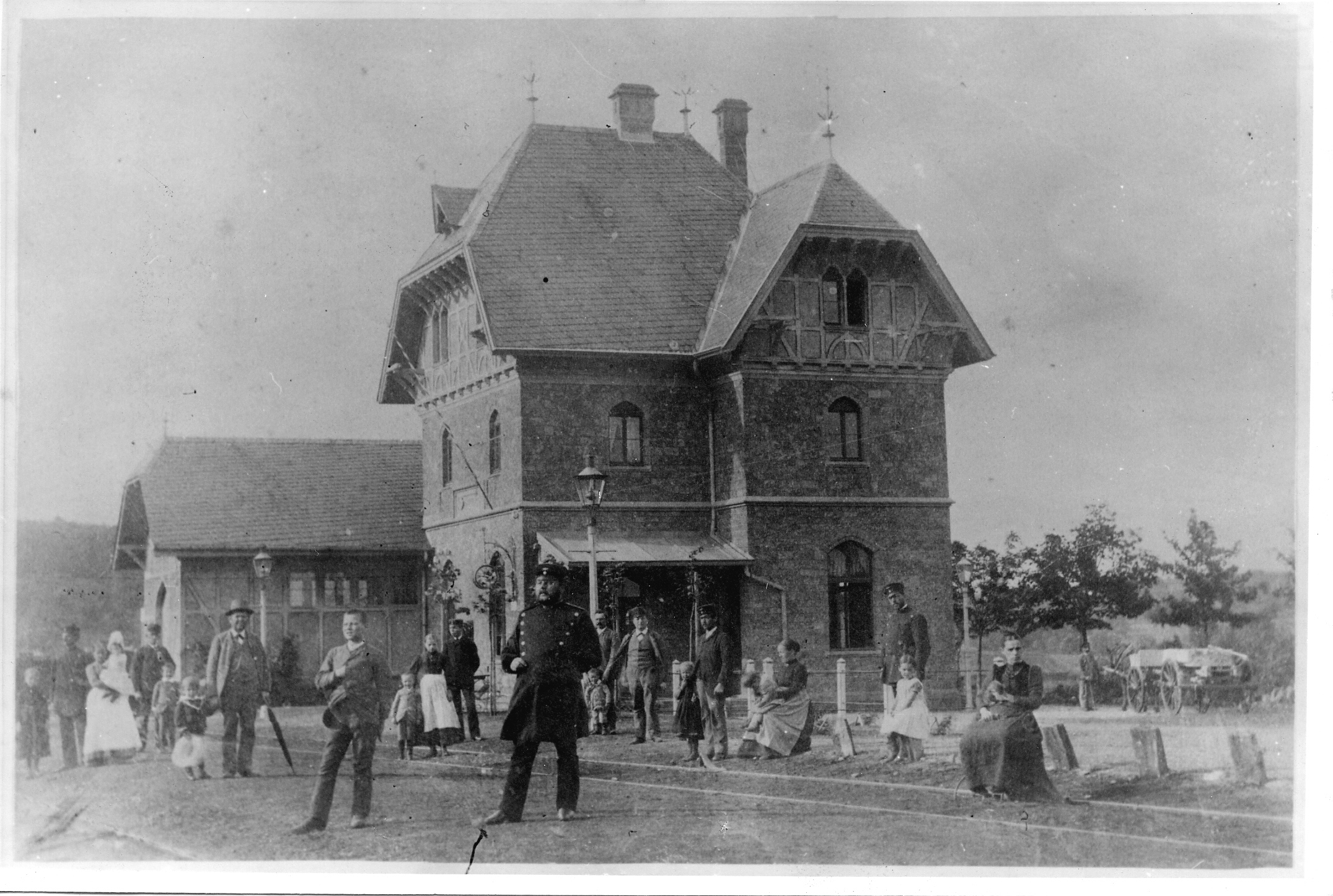
Bahnhof Kottenheim (1892)

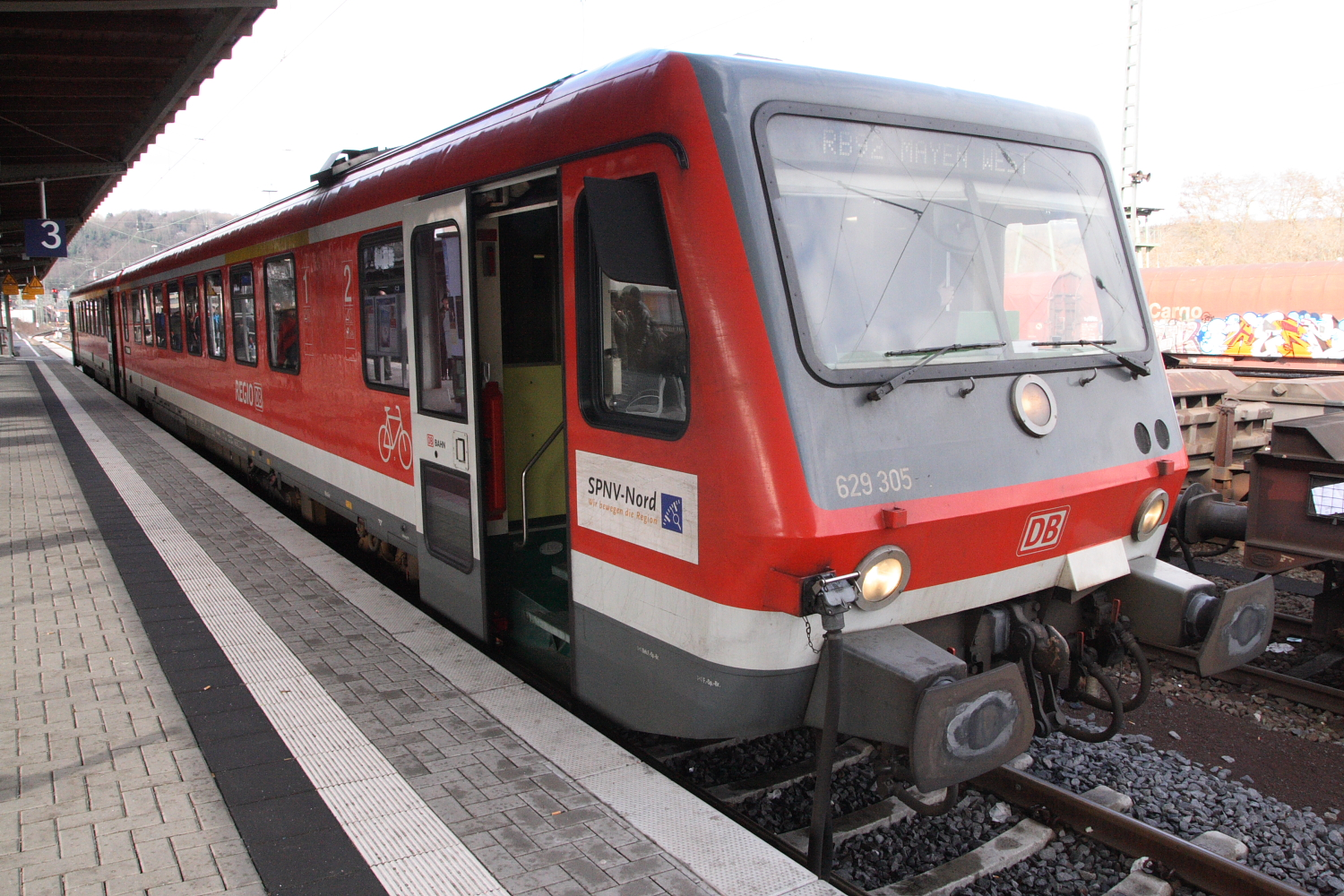
Eifelquerbahn in Andernach

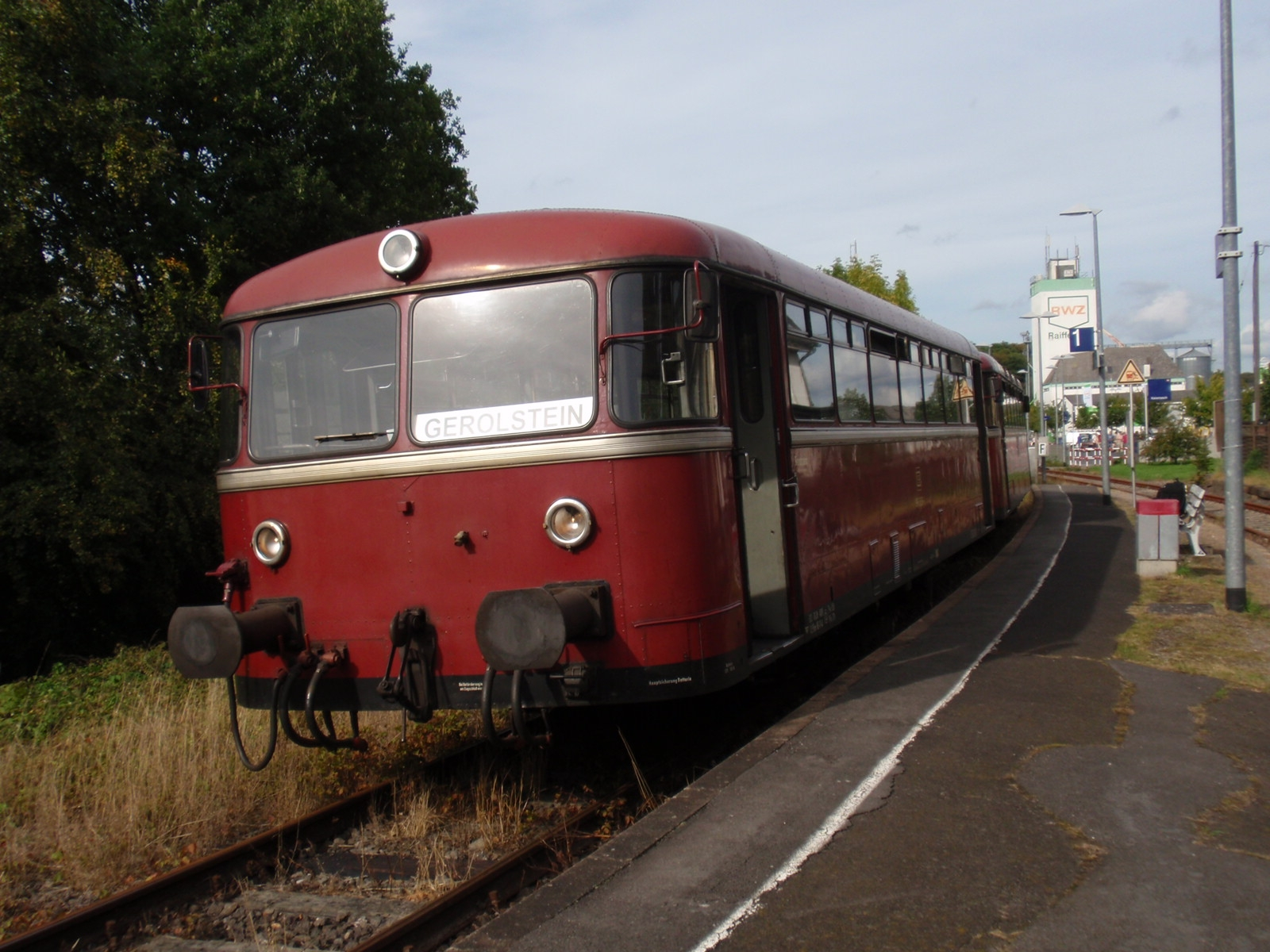
Eine Schienenbusgarnitur wartet am 10. September 2011 auf die Rückfahrt nach Gerolstein

Die Eifelquerbahn wurde in mehreren Etappen eröffnet, zuerst am 1. April 1878 der Teil von Andernach nach Niedermendig. Dem folgte der zweite Abschnitt von Niedermendig nach Mayen Ost am 29. Mai 1880 und der dritte Abschnitt von Mayen Ost nach Gerolstein am 15. Mai 1895. Zwischen Mayen West und Monreal wurde eine Verbindung nach Karden in Erwägung gezogen. Ab etwa 1880 unterstand die Eifelquerbahn der Eisenbahndirektion Köln der Preußischen Staatseisenbahnen.
Nach dem Zweiten Weltkrieg wurde die Strecke von Andernach nach Mayen Ost schon am 8. April 1945 wiedereröffnet. Der Teil von Mayen Ost nach Gerolstein folgte erst am 29. August 1946.
Am 13. Januar 1991 wurde der Personenverkehr von Gerolstein bis Mayen West eingestellt. Der Güterverkehr wurde zunächst zwischen Ulmen und Kaisersesch, am 1. Januar 1998 zwischen Gerolstein und Ulmen und am 28. Mai 2000 zwischen Mayen und Kaisersesch eingestellt.
Am 6. August 2000, wenige Monate nachdem trans regio den Betrieb zwischen Andernach und Mayen übernommen hatte, wurde die Strecke in einem dreijährigen Probebetrieb für den Personenverkehr von Mayen West bis Kaisersesch reaktiviert. Der Betrieb auf dem reaktivierten Abschnitt wurde nach Auslaufen des Probebetriebes fortgesetzt.
Der Abschnitt von Gerolstein bis Kaisersesch wurde seit dem 2. Juni 2001 in der Saison von Mai bis Oktober für den Touristenverkehr befahren. Mit einem Zweistundentakt wurden zunächst nur an Sonn- und Feiertagen, später auch an Samstagen die Ausflugsfahrten veranstaltet. Wegen des schlechten Streckenzustands endeten die Fahrten bereits in Ulmen. Vom 18. Juli 2005 an fand im Sommer ein täglicher Touristenverkehr von Gerolstein nach Daun statt. Nach der Wiederherstellung und Sicherung des Streckenabschnitts zwischen Ulmen und Kaisersesch war die Eifelquerbahn seit dem 26. April 2008 wieder durchgängig befahrbar.
Bei einem Unfall am 6. Juni 2009 an einem unbeschrankten Bahnübergang bei Hohenfels stieß ein Schienenbus mit einem LKW-Gespann zusammen. Der vollbesetzte Zug entgleiste und stürzte eine Böschung hinab. Insgesamt gab es 26 Verletzte, 5 Menschen wurden schwer, der Lokführer und der Zugbegleiter lebensgefährlich verletzt.

### Reaktivierungspläne und Stilllegung

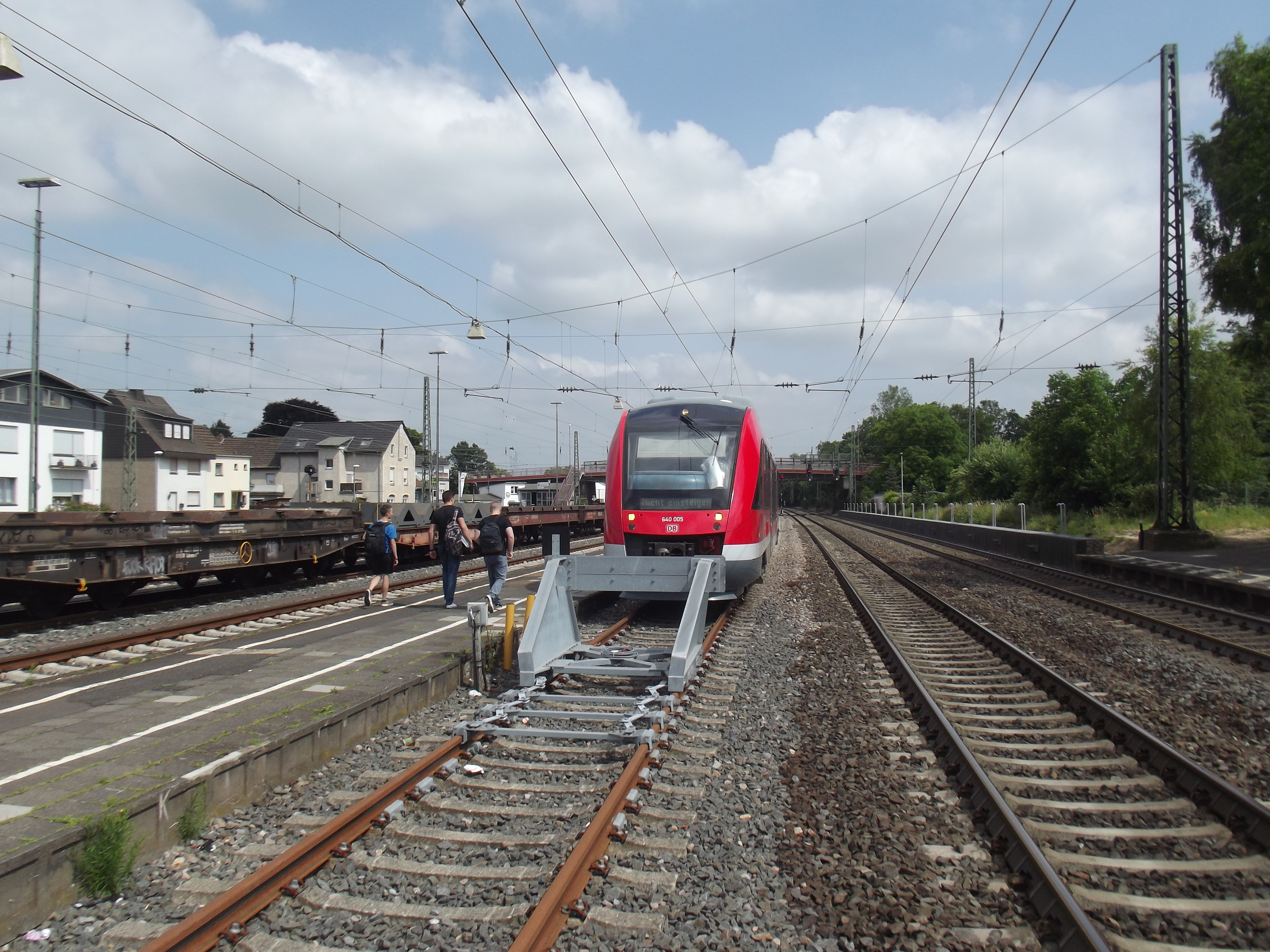
Regionalbahn nach Kaisersesch in Andernach

Im Jahr 2004 sah der SPNV Nord den Abschnitt Kaisersesch – Ulmen als aussichtsreichstes Reaktivierungsprojekt in seinem Verantwortungsgebiet, worauf die finanziellen Auswirkungen dieser Maßnahme geklärt wurden. Für die notwendigen Oberbausanierungen, signaltechnischen Anpassungen in Kaisersesch, Ertüchtigungen von Haltepunkten und Bahnübergängen wurden 3,9 Millionen Euro veranschlagt, die über das Gemeindeverkehrsfinanzierungsgesetz (GVFG) zum Teil gefördert werden sollten. Der damalige Betreiber TransRegio gab in Sondierungsgesprächen an, dass für die Verlängerung der Nahverkehrszüge nach Ulmen eine Erhöhung des Bestellerentgeltes um 1,1 Millionen Euro pro Jahr notwendig ist. Im Gegensatz zum Abschnitt Mayen–Kaisersesch ist für diesen Abschnitt kein Probebetrieb ohne Investitionen möglich. Der SPNV Nord hätte sofort eine Bestellgarantie über 20 Jahre abgeben müssen. Aufgrund von Kürzungen der Regionalisierungsmittel durch das Koch-Steinbrück-Papier wurde die Reaktivierung zum damaligen Zeitpunkt nicht weiterverfolgt.
Im Zuge der Vorplanungen des Rheinland-Pfalz-Taktes 2015 wurden mehrere Varianten zur Reaktivierung des derzeit nicht durch den regulären Schienenpersonennahverkehr bedienten Abschnittes Kaisersesch – Gerolstein untersucht. Eine Reaktivierung von Teilabschnitten erwies sich in dieser Untersuchung als volkswirtschaftlich nicht sinnvoll. Nur die Inbetriebnahme der gesamten Strecke erreichte einen Kosten-Nutzen-Faktor über 1 und war damit durch das Land förderfähig. Hierbei sollte die Fahrzeit zwischen Andernach und Gerolstein bei rund zwei Stunden liegen, und abschnittsweise wurden bis zu 1.900 Fahrgäste erwartet. Die Kosten wurden damals auf rund 20 Millionen Euro geschätzt. Am 9. Juni 2009 beschloss der SPNV Nord/Rheinland-Pfalz daraufhin die vollständige Reaktivierung der Eifelquerbahn im Personennahverkehr für Dezember 2014. Die Kostenschätzung musste im Jahr 2011 nach einer Überarbeitung der Kosten-Nutzen-Analyse allerdings auf 40 Millionen korrigiert werden, womit auch die Reaktivierung der Gesamtstrecke volkswirtschaftlich nicht mehr sinnvoll war.
Auf Basis der neuen Zahlen sprach sich der Dauner Kreistag im Dezember 2012 mehrheitlich gegen eine Reaktivierung der „Eifelquerbahn“ Gerolstein–Daun–Kaisersesch aus. Der bisherige Betreiber gab kurz darauf bekannt, dass er keine Betriebsgenehmigung nach § 6 AEG für 2013 beantragt habe.
Seit dem 1. Januar 2013 ist dieser Abschnitt gesperrt, weil regelmäßige Zugfahrten ohne einen Neubau der Kyllbrücke bei Pelm nicht möglich sind. Damit entfielen auch die vom Lokschuppen Gerolstein betriebenen Dampfzugfahrten.
Im Herbst 2016 sollte eine im Auftrag der Natur- und Geopark Vulkaneifel GmbH erstellte Potenzialanalyse für den stillgelegten Abschnitt Kaisersesch–Gerolstein vorgelegt werden, auf deren Grundlage die Anliegergemeinden und -kreise über die Zukunft der Strecke entscheiden sollten. Hierbei wurde dem nun auf 24 Millionen Euro geschätzten Sanierungsaufwand (davon allein 6 Millionen Euro für den erforderlichen Neubau der Pelmer Brücke) eine entscheidende Rolle zugemessen.
Im Januar 2019 schrieb die Vulkan-Eifel-Bahn (VEB) zwecks Abgabe die Strecke zwischen Kaisersesch und Gerolstein aus. Da sich kein Nachfolger fand, wurde dieser Streckenabschnitt Mitte Februar 2021 stillgelegt. Gleichzeitig wurde vom Ministerium für Wirtschaft, Verkehr, Landwirtschaft und Weinbau Rheinland-Pfalz angekündigt, mit dem Eigentümer DB Netz AG einen Trassensicherungsvertrag abzuschließen, um in Abhängigkeit von den Ergebnissen einer Machbarkeitsstudie eine Reaktivierung des SPNVs zu ermöglichen.

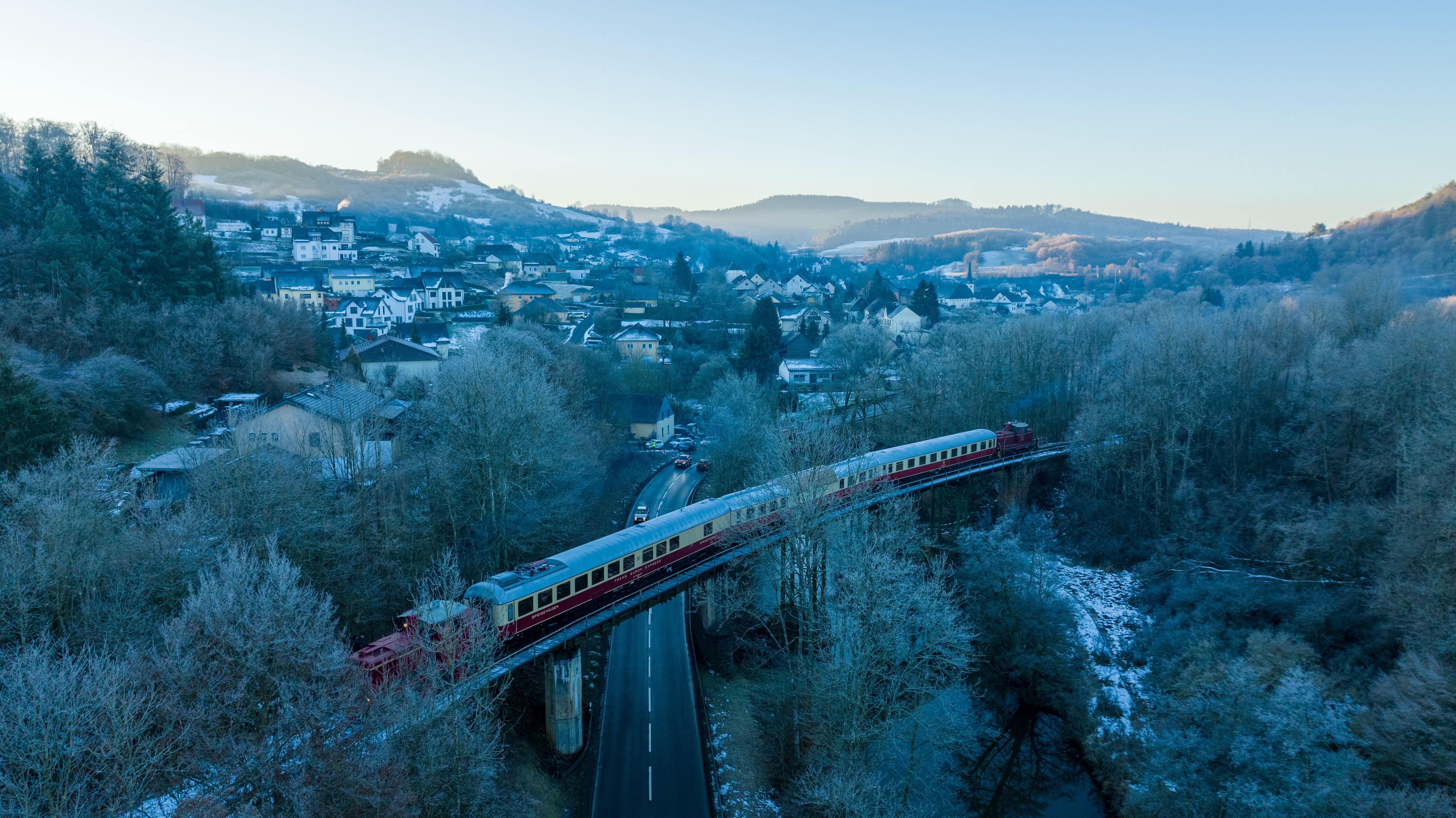
Drei historische Rheingold-Wagen werden von zwei V-60-Lokomotiven über die Kyllbrücke gezogen.

Im Juli 2021 wurde die Eifelbahn auf Höhe der Ortschaften Jünkerath und Kyllburg durch das Hochwasser schwer beschädigt. Dadurch waren Gerolstein und die umliegenden Dörfer komplett vom Schienenverkehr auf der Eifelbahn abgeschnitten. Mehr als 20 Fahrzeuge von DB Regio und VEB waren im Bahnhof Gerolstein eingeschlossen. Um sie ins Bahnnetz überführen zu können, ließ die Deutsche Bahn die Eifelquerbahn freischneiden und provisorisch wieder durchgängig befahrbar machen. Mitte Januar 2022 überführte die VEB als erstes in zwei Fahrten fünf historische Reisezugwagen des Rheingold sowie zwei weitere Fahrzeuge von Gerolstein nach Kaisersesch. Eine Woche später evakuierte das auf Überführungsfahrten spezialisierte Eisenbahnverkehrsunternehmen RailAdventure mit zwei Fahrten je zwei ungebremste, defekte Fahrzeuge der Baureihe 620 von DB-Regio auf der Eifelquerbahn nach Andernach.

## Streckenverlauf
Die Eifelquerbahn folgt von Gerolstein bis Pelm unmittelbar der Eifelstrecke, zweigt dann in nordöstlicher Richtung ab und führt über Daun, Ulmen und Kaisersesch nach Mayen. Von dort führt sie in mehreren Bögen nach Andernach, wo sie nordwärts in die linke Rheinstrecke mündet.
Die gesamte Strecke ist im Eigentum der DB Netz. Der Abschnitt Ulmen–Kaisersesch wurde zuletzt nach einer umfassenden Sanierung im April 2008 im Rahmen eines Bahnhofsfestes in Ulmen wieder dem Verkehr übergeben, ist aber derzeit nicht befahrbar.

## Betrieb
| Linie | Betreiber | Zuglauf                                                                             | Takt        |
| ----- | --------- | ----------------------------------------------------------------------------------- | ----------- |
| RB 23 | DB Regio  | Limburg – Diez – Bad Ems – Koblenz Hbf – Koblenz Stadtmitte – Andernach – Mayen Ost | Stundentakt |
| RB 38 | DB Regio  | Andernach – Miesenheim – Kruft – Mendig – Kottenheim – Mayen Ost – Kaisersesch      | Stundentakt |

### Andernach–Mayen–Kaisersesch
Bis zum 27. Mai 2000 wurden die Nahverkehrsleistungen auf der Strecke durch die Deutsche Bahn betrieben. Zum Einsatz kamen dabei bis zur Übernahme durch trans regio Triebzüge der Baureihe 628 und im Berufsverkehr vereinzelt mit der Baureihe 215 bespannte Wagenzüge.
Nach einer europaweiten Ausschreibung wurden die Nahverkehrszüge auf der Strecke vom 28. Mai 2000 bis zum 13. Dezember 2008 durch trans regio mit acht Regio-Shuttles betrieben. Ab dem 6. August 2000 wurden die Züge im Rahmen eines dreijährigen Probebetriebes über Mayen hinaus nach Kaisersesch verlängert und so der Abschnitt im Schienenpersonennahverkehr reaktiviert. Nach Auslaufen des Probebetriebs wurde ein Vertrag zur Fortführung bis zum Auslaufen des Verkehrsvertrages im Dezember 2008 vereinbart.
Nach einer zweiten europaweiten Ausschreibung konnte DB Regio die Betriebsführung der Nahverkehrszüge zurückgewinnen. Im Rahmen des Verkehrsvertrages kamen zwischen dem 14. Dezember 2008 und dem 13. Dezember 2014 umgebaute Triebzüge der Baureihe 628.3 zum Einsatz. Zur Leistungssteigerung wurden an Fahrzeugen der Baureihe 628.2 die Steuerwagen ausgereiht und jeweils zwei Motorwagen zusammengekuppelt. Durch den Verlust der Steuerwagen musste in einem Teil der Motorwagen ein 1. Klasse-Abteil eingebaut und die Toilette ausgebaut werden.
Nach einer dritten Ausschreibung des Betriebes verkehren die Züge der DB Regio seit dem Fahrplanwechsel im Dezember 2014 unter dem Markennamen Lahn-Eifel-Bahn. Die RB 38 verkehrt meist stündlich von Kaisersesch über Mayen nach Andernach, wobei mittags zwischen Mayen und Kaisersesch eine Taktlücke im Stundentakt besteht. Diese wird für einen Taktsprung benötigt, damit in Andernach jeweils in Lastrichtung gute Anschlüsse mit dem RE 5 bestehen. Bis 12 Uhr finden die Zugkreuzungen in Mayen Ost vier Minuten vor der üblichen Symmetrieminute statt, sodass gute Anschlüsse nur in Richtung Koblenz und Köln bestehen. Nach 14 Uhr finden die Zugkreuzungen in Mayen Ost vier Minuten nach der üblichen Symmetrieminute statt, sodass nur gute Anschlüsse aus Koblenz und Köln gegeben sind. Zwischen Mayen und Andernach wird das Angebot durch die stündliche RB 23 ergänzt, die über Koblenz weiter nach Limburg an der Lahn durchgebunden wird. Hierdurch gibt es auf dem Abschnitt zwischen Mayen und Andernach einen angenäherten Halbstundentakt in beide Richtungen, außerdem wird die Erreichbarkeit der Koblenzer Innenstadt von den Bahnhöfen der Eifelquerbahn deutlich verbessert. Mit dem neuen Verkehrsvertrag kommen modernisierte Fahrzeuge der Baureihe 643, Baureihe 648 und Baureihe 640 zum Einsatz.

### Kaisersesch–Daun–Gerolstein

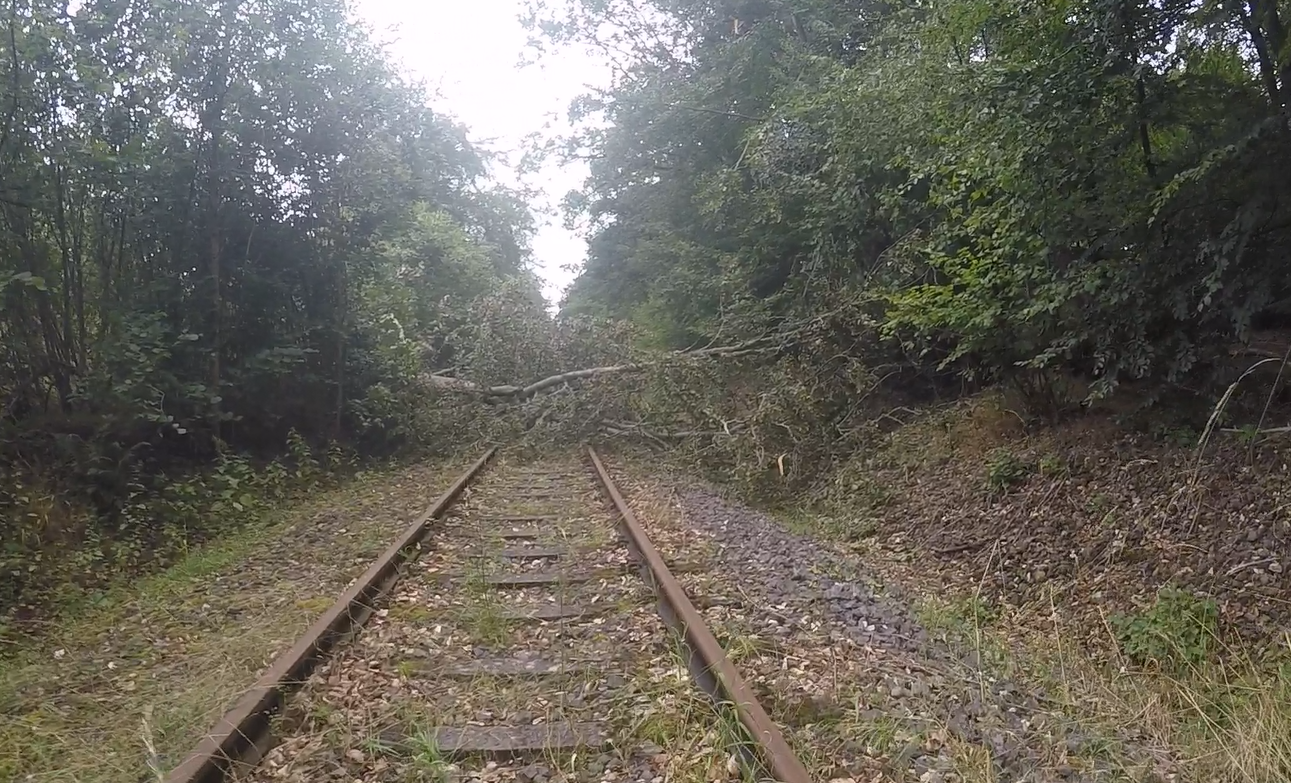
Ein umgefallener Baum auf dem leicht zugewachsenen Abschnitt kurz hinter Kaisersesch im Sommer 2023

Die Vulkan-Eifel-Bahn (VEB) war vom Jahr 2000 bis 2014 Pächter des Streckenabschnitts von Kaisersesch bis Pelm und betrieb bis einschließlich 2012 von Mai bis Oktober an Wochenenden und Feiertagen einen Zweistundentakt mit Schienenbussen, in den Sommermonaten auch in der Woche zwischen Gerolstein und Ulmen. Zudem verkehrte in den Sommerferien mittwochs ein historischer Zug, bestehend aus einer Dampflokomotive der Baureihe 52 und aufgearbeiteten Personenwagen zwischen Gerolstein und Ulmen.
Ende 2012 lehnten die politischen Gremien die Investitionen in die Schieneninfrastruktur ab, so dass die VEB mitteilte, ab 2013 keine Sonderverkehre mehr auf diesem Streckenabschnitt durchführen zu können.
Ende März 2013 wurde bekannt, dass das Land Rheinland-Pfalz die Bereitstellung von 13 Millionen Euro für die Instandsetzung der Infrastruktur in Aussicht gestellt hat, um die Touristik-Fahrten wieder zu ermöglichen. Für die Sanierung hätten die Anliegerkreise und -kommunen zusätzlich einen Eigenanteil von zwei Millionen Euro finanzieren müssen.
Ende Oktober 2017 haben die anliegenden Kommunen erklärt, dass sie eine Reaktivierung des außer Betrieb befindlichen Streckenabschnittes nur für den touristischen Verkehr ablehnen. Sie fordern stattdessen das Land auf, die gesamte Strecke für den regulären SPNV im Rheinland-Pfalz-Takt zu ertüchtigen und anschließend zu reaktivieren. Hierfür seien etwa 40 Millionen Euro zu investieren, u. a. in die Sanierung der Kylltalbrücke bei der Ortschaft Pelm.
Am 19. Dezember 2017 berichtete die Regionalzeitung Trierischer Volksfreund über ein Schreiben von Andy Becht (FDP), Staatssekretär im rheinland-pfälzischen Verkehrsministerium, an den Landrat des Vulkaneifelkreises, Heinz-Peter Thiel. Dort wird die Instandsetzung der Strecke für die Wiederaufnahme des Schienen-Personennahverkehrs (SPNV) seitens des Landes mit Verweis auf die hohen und unwirtschaftlichen Kosten von 40 Mio. Euro abgelehnt. Für diesen Abschnitt werden nun verschiedene Alternativen diskutiert, welche von touristischem Verkehr (Investitionsbedarf 24 Mio. Euro) über eine Draisinenstrecke bis hin zur Anlage eines Radwegs reichen. Für den Abschnitt Kaisersesch–Ulmen seien die Aussichten für die Wiederaufnahme eines regelmäßigen Verkehrs besser, da dieser vor einigen Jahren bereits instand gesetzt worden ist.
Auf eine Ausschreibung der DB Netz AG zur Übernahme der Strecke bekundeten die Brohltal-Schmalspureisenbahn Betriebs-GmbH und die Eifelbahn Verkehrsgesellschaft Interesse. Am 16. April 2019 gründete sich der Eifelquerbahn e. V., dessen Ziel der Erhalt der Gesamtstrecke sowie mittelfristig die Befahrbarmachung des Abschnitts Kaisersesch–Daun ist.

## Planungen
Im Rahmen der Stationsoffensive der Deutschen Bahn wurde auf der Eifelquerbahn die Einrichtung neuer Halte in Andernach Süd, Mayen Brückentor und Mayen Mitte untersucht. Der geplante Halt Brückentor befindet sich am Bahnübergang in der Straße Auf der Eich, der Halt Mitte an der Finstingenstraße. Zur Auswahl der zukünftigen Haltepunkte in der Stadt Mayen wurde eine Variantenuntersuchung durch ein Gutachterbüro erstellt. Dabei wurde der Istzustand, die Variante 1 mit den Halten Ost, Brückentor, West und die Variante 2 mit den Halten Ost, Mitte verglichen. Das Gutachten kam zu dem Schluss, dass nur die Variante 2 mit Aufgabe des Haltes West und Neubau des Haltes Mitte einen positiven Nutzen aufweist. Der neue Halt biete gegenüber dem Halt West den Vorteil, dass die Innenstadt steigungsärmer erreicht wird und bessere Verknüpfungsmöglichkeiten zu anderen Verkehrsträgern geschaffen werden können. 360 zusätzliche Fahrgäste sollen so gegenüber dem Istzustand gewonnen werden. Für den neuen Halt Brückentor konnte kein positiver Nutzen ermittelt werden. Der neue Halt in Andernach Süd soll in der Nähe des Leibnizhofs entstehen.
Im November 2020 gab die Deutsche Bahn bekannt, dass im Rahmen einer landesweiten Stationsoffensive ab 2027 ein neuer Halt in Andernach Süd errichtet werden soll und der Halt Mayen Mitte den bestehenden Halt in Mayen West ersetzen soll. An dem 40 Millionen Euro teuren Programm, das den Neubau von 17 Halten landesweit umfasst, beteiligt sich das Land Rheinland-Pfalz zu 75 Prozent. Eine Machbarkeitsstudie für den Halt Mayen Mitte befindet sich 2024 in Vorbereitung.
Im Rahmen der Planungen für den Deutschland-Takt wurde vom SPNV Nord ein Wechsel der Bedienung des Streckenabschnittes Mayen Ost–Kaisersesch von der RB 38 Andernach–Mayen Ost auf die RB 23 Kaisersesch–Limburg eingebracht. Zur Realisierung des Fahrplans ist die Errichtung eines Kreuzungsbahnhofes in Monreal notwendig.
Am 25. Juni 2020 hat der SPNV Nord in der Sitzung seiner Verbandsversammlung eine erneute Machbarkeitsstudie zur Reaktivierung der Eifelquerbahn für den Schienenpersonennahverkehr bis Gerolstein beschlossen. Im Gegensatz zu früheren Untersuchungen wird dabei die Einführung eines schnellen Regionalexpresses Gerolstein–Koblenz–Limburg untersucht, der auf der Eifelquerbahn nur Gerolstein, Daun, Ulmen, Kaisersesch, Mayen Ost, Mendig und Andernach bedient. Durch verschiedene Maßnahmen an der Infrastruktur und die geringe Zahl von Zwischenhalten soll die Relation Gerolstein–Koblenz in weniger als zwei Stunden zurückgelegt und optimal in die Taktknoten in Gerolstein und Koblenz eingebunden werden. Weiterhin erhalten bleiben sollen zwei stündliche Regionalbahnen zwischen Andernach und Mayen Ost, die alle Zwischenhalte bedienen, wobei eine stündliche Leistung davon weiter nach Kaisersesch und Koblenz verkehrt.
Die Machbarkeitsstudie soll das mögliche Fahrgastpotential sowie die technischen und finanziellen Voraussetzungen darlegen, die für die Reaktivierung erforderlich sind. Bei positivem Nutzen der Maßnahme ist sie Voraussetzung dafür, eine Vorentwurfsplanung in Auftrag geben zu können. Liegt auch diese vor, kann die Nutzen-Kosten-Untersuchung im Detail evaluiert werden, wovon letztendlich die Entscheidung zur Reaktivierung abhängt. Durch die Neugestaltung des Gemeindeverkehrsfinanzierungsgesetz sieht der SPNV Nord gute Chancen zur Finanzierung der Maßnahme.
Durch den SPNV Nord wurde 2022 eine Nutzen-Kosten-Untersuchung beauftragt. Aufgrund von Änderungen in der Verfahrensvorschrift zur Durchführung der standardisierten Bewertung kam es zu Verzögerungen. Die Ergebnisse wurden im September 2023 vorgestellt. Demnach wurde ein Ergebnis über 1.0 zur Erlangung der Förderfähigkeit erreicht, allerdings nur wenn für die Infrastruktur der kostengünstigere NE-Standard verwendet wird. Es besteht Unklarheit ob für die Bundesförderung an diesem Standard festgehalten werden kann oder der DB-Standard verwendet werden muss. Das Land Rheinland-Pfalz arbeitet an einer landesweiten Rangliste von Reaktivierungskandidaten, nach der die Projekte priorisiert werden. Bei der Reaktivierung wird mit Kosten von 170 Millionen Euro gerechnet. Der SPNV Nord hat 2024 zwei weitere Fälle durch den Gutachter bewerten lassen.

## Trivia
Die Eifelquerbahn zwischen Gerolstein, Daun und Kaisersesch diente für Dreharbeiten zum Fernsehfilm Lasko – Im Auftrag des Vatikans aus dem Jahr 2005. Es entstanden dort mehrere Actionszenen mit dem Zug, darunter der Zusammenstoß mit dem Hubschrauber am Bahnübergang in Rengen.